# بوبي جونستون (ملحن)
بوبي جونستون (بالإنجليزية: Bobby Johnston)‏ هو ملحن أمريكي، ولد في 1967 في أولين في الولايات المتحدة.

## وصلات خارجية
- بوبي جونستون على موقع IMDb (الإنجليزية)
- بوبي جونستون على موقع قاعدة بيانات الفيلم (الإنجليزية)
- بوبي جونستون على موقع كينوبويسك (الروسية)